# 施家梁镇
施家梁镇，是中华人民共和国重庆市北碚区下辖的一个乡镇级行政单位。

## 行政区划
施家梁镇下辖以下地区：
施家社区、施家村、狮子村、三胜村和桂花村。